# Lídia de Tiatira
Lídia de Tiatira és una dona esmentada en el Nou Testament que és considerada com la primera conversió documentada al cristianisme a Europa. Diverses denominacions cristianes la consideren santa.

## Nom
El nom pel qual era coneguda, Lidia, indica que era originària de la regió de Lidia a l'Àsia Menor. Tot i que generalment es coneix com a santa Lídia o la dona de porpra, té altres àlies: de Tiatira, Purpuraria, i de Filipos. El nom de Lídia és ètnic, i deriva del seu lloc d'origen. El primer es refereix al seu lloc de naixement, una ciutat a l'antiga regió grega de Lídia. El segon prové de la paraula llatina utilitzada per al color porpra o morat i la relaciona per la seva connexió amb el tint morat. Filipos era la ciutat en què Lidia vivia quan va conèixer sant Pau apòstol i els seus companys. Tots aquests apel·latius indiquen algun aspecte de la seva vida.

## Nou Testament
Ac 16:14-15 descriu a Lidia com segueix:
| « | Entre elles hi havia, escoltant, una dona que es deia Lídia, venedora de porpra, de la ciutat de Tiatira. Lídia ja adorava l'únic Déu. El Senyor li va obrir el cor perquè fes cas del que deia Pau. 15 Un cop batejats ella i la seva família, ens va pregar: -Si em teniu per fidel al Senyor, veniu a casa meva i quedeu-vos-hi. I ens hi va fer anar per força. | » |

## Història
Lídia probablement era grega, tot i que vivia en un assentament romà. Va ser una pròspera dona de negocis d'una empresa de tint morat de Tiatira, una ciutat al sud-est de Pèrgam i aproximadament a 60 quilòmetres d'Atenes. Lídia va insistir a donar hospitalitat a sant Pau apòstol i als seus companys a Filipos. Es van quedar amb ella fins a la seva marxa, a Amfípolis i Apol·lònia de Migdònia, a Tessalònica. Ac 16:40-17:1
Sant Pau apòstol, Silas, i Timoteu d'Efes viatjaven a través de la regió de Filipos quan troben “una respectable dona de negocis i possiblement vídua… [que] era una gentil honrada o ‘temorosa de Déu' atreta al judaisme". “Ella era una més d'un gran grup [considerat]…simpatitzant amb el judaisme, creients en Déu, però que no havien arribat a ser encara "prosèlits" o no havien fet el pas final de conversió al judaisme”. Com que aquesta trobada va tenir lloc “en el que és ara Europa”, Lídia és considerada com la primera europea convertida al cristianisme”.

### Posició social
Tiatira, a la província de Lídia (Turquia occidental) era famosa pel tint vermell, una varietat del morat. Lídia de Tiatira era coneguda sobretot com a “venedora” o mercadera de tela morada, raó per la qual l'Església catòlica la té per patrona dels tintorers. No és clar si Lídia comerciava simplement amb el tint morat o si el seu negoci incloïa també el tèxtil, encara que totes les icones conegudes de la santa la descriuen amb alguna forma de tela morada. La majoria retrata aquesta dona santa amb un teixit morat o un vel, la qual cosa porta molts historiadors i teòlegs a creure que era comercianta específicament de tela morada.
Hi ha diverses opinions sobre l'estatus social de Lídia. Els teòlegs discrepen sobre si Lídia era una dona lliure o una serventa. “No hi ha evidència directa que Lídia hagués estat mai esclava, però el fet que el seu nom indiqui el seu lloc d'origen més que un nom personal suggereix que era esclava almenys com una possibilitat”. Ascough exposa altres exemples de dones nobles del segle primer o segon anomenades Lídia, així que probablement no era esclava ni serventa.
Com que les dones no posseïen els mateixos drets d'igualtat que les dones modernes, sembla inusual que Lídia fos capaç de convidar un grup d'homes estrangers a la seva casa sense el consentiment d'un home. “El fet que no hi hagi cap esment a un home ha estat usat per deduir que era vídua, però això ha estat considerat com una interpretació patriarcal”. El poder social evident de Lídia exemplificat pel control i la propietat d'una casa (que va oferir a sant Pau i els seus companys) indica que probablement era una dona lliure i possiblement vídua.

## Festivitat

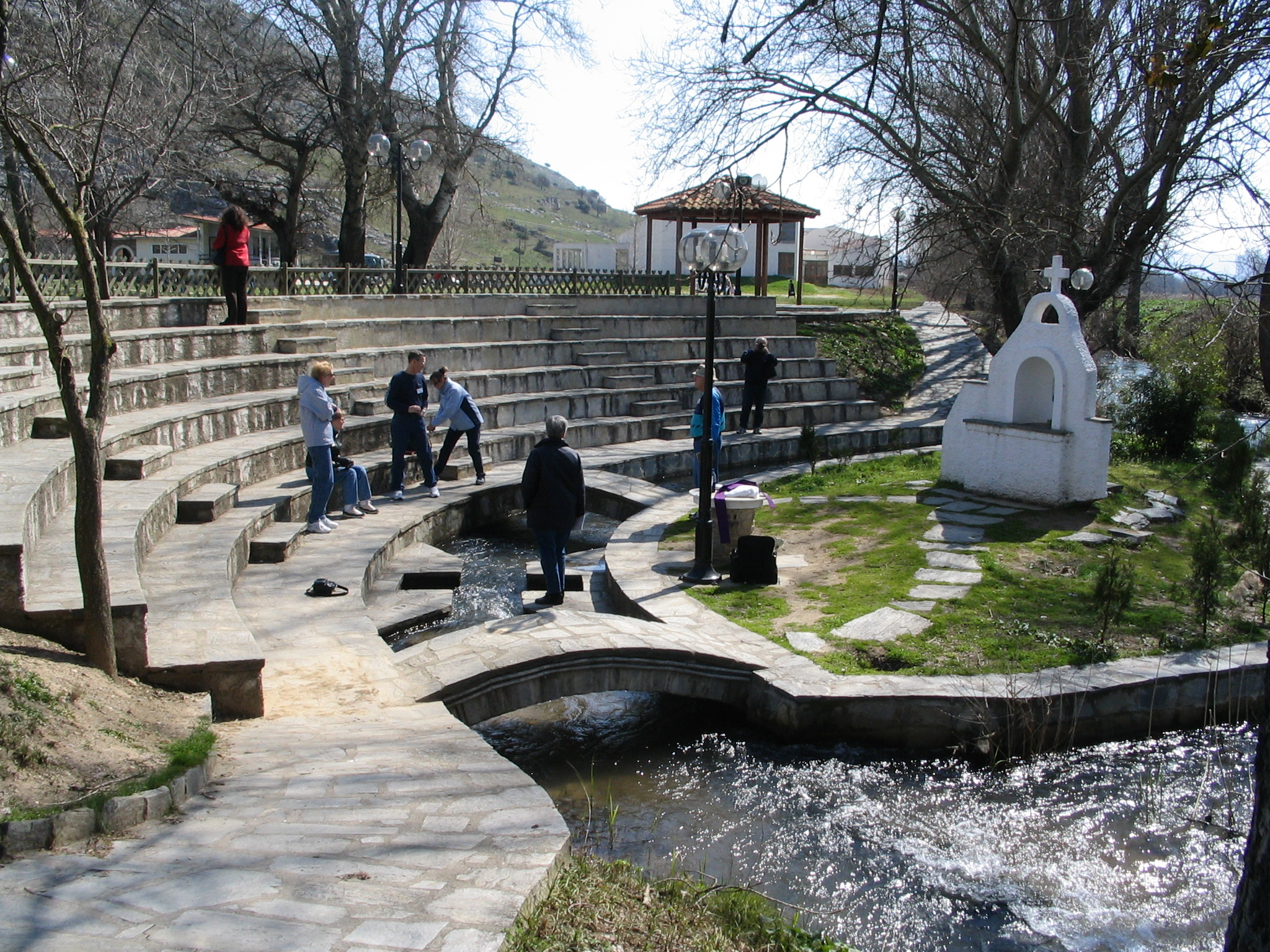
Una moderna capella exterior ortodoxa grega és situada on es diu que va ser batejada Lídia

Moltes denominacions cristianes reconeixen Lídia de Tiatira com a santa, encara que el seu dia de festa varia molt. En l'Església catòlica, és el 3 d'agost. En l'Església episcopal és honrada juntament amb les santes Dorques i Febe amb un dia de festa al seu calendari litúrgic el 27 de gener, el dia després de la commemoració dels primers missioners Timoteu, Tito i Silas, i l'endemà de la festa de la Conversió de Pau.
Les esglésies ortodoxes orientals recorden Lídia diversos dies, i algunes jurisdiccions la recorden dues vegades en l'any litúrgic. Moltes esglésies ortodoxes orientals, incloent l'autònoma Arxidiòcesi cristiana d'Amèrica del Nord, recorda santa Brega el 20 de maig. Així i tot, algunes divisions de l'Església ortodoxa russa (diferents de l'Església ortodoxa d'Amèrica) ho celebren el 25 de juny i el 27 de març.
La comunitat luterana també està dividida. L'Església evangèlica luterana als Estats Units commemora les santes Lídia, Dorcas i Febe el 27 de gener, mentre que l'Església luterana del Sínode de Missouri celebra les tres dones el 25 d'octubre.

## Devoció
La devoció a santa Lídia és més gran a les esglésies ortodoxes que en el ritu llatí de l'Església catòlica, i hi ha moltes icones que mostren aquesta dona. Les esglésies ortodoxes la consideren igual que els apòstols, la qual cosa li dona una determinada importància i nivell de santedat. Hi ha una església de Filipos que molts consideren que va ser construïda en honor de santa Lídia. Hi ha un baptisteri modern al lloc on es diu que Lídia fou batejada per sant Pau, a prop de Filipos.